# Zoea (sommergibile 1938)
Lo Zoea è stato un sommergibile posamine della Regia Marina.

## Storia
Causa i suoi ampi spazi ricavati per le mine, fu molto impiegato in missioni di trasporto, svolgendo 21 missioni di questo tipo.
Il 18 giugno 1940 fu il primo sommergibile italiano ad effettuare una missione di tale tipo: partì per Tobruk con 48 tonnellate di munizioni, facendo ritorno a Taranto il 24.
Il 29 giugno fu inviato nelle acque a ovest di Alessandria per posare delle mine, ma due di queste scoppiarono accidentalmente obbligando ad interrompere la posa; lo Zoea si spostò poi a sud di Creta ma fu attaccato e danneggiato da un aereo, dovendo tornare a Taranto.
Il 10 ottobre partì da Taranto per posare uno sbarramento di mine nella zona di Haifa (in un'analoga missione, più o meno contemporanea, nella stessa zona, scomparve il gemello Foca).
Nel maggio 1941 fu visitato a Bardia da Erwin Rommel, che ringraziò per il trasporto di 80 tonnellate di benzina destinate all'Afrika Korps.
Nell'estate del 1941 affondò nel porto di Taranto per un errore nell'apertura di alcune valvole e sfoghi; fu comunque in breve recuperato e rimesso in funzione.
Nel giugno 1942, mentre rientrava dalla Libia (aveva trasportato carburante e provviste da Taranto a Derna con partenza il 24 giugno), fu oggetto dell'attacco da parte di un bombardiere Bristol Blenheim, che respinse e danneggiò.
Agli inizi di settembre 1943, nell'ambito del «Piano Zeta» di contrasto all'imminente sbarco anglo-americano a Salerno, fu dislocato in funzione difensiva nel Mar Ionio.
In seguito all'armistizio si consegnò agli Alleati ad Augusta e da lì poi, il 16 settembre, si spostò a Malta ove giunse l'indomani (dovette compiere tutta la navigazione in immersione per non rischiare di essere avvistato e scambiato per sommergibile ancora nemico da unità alleate); il 13 ottobre lasciò Malta (in gruppo con altri 14 sommergibili fra i quali il gemello Atropo) per rientrare in Italia.
Nel 1944 fu messo in cantiere per lavori che non terminarono mai per la fine della guerra: nel dopoguerra fu radiato e quindi avviato alla demolizione.
Lo Zoea aveva svolto in tutto 32 missioni di guerra, percorrendo complessivamente 31.192 miglia in superficie e 2689 in immersione.